# راندال ويليام كوك
راندال ويليام كوك (بالإنجليزية: Randall William Cook)‏ هو فنان أمريكي، ولد في 1951.

## وصلات خارجية
- راندال ويليام كوك على موقع IMDb (الإنجليزية)
- راندال ويليام كوك على موقع قاعدة بيانات الفيلم (الإنجليزية)